# (4391) Balodis
Pour les articles homonymes, voir Balodis.
(4391) Balodis est un astéroïde de la ceinture principale.

## Description
(4391) Balodis est un astéroïde de la ceinture principale. Il fut découvert le 21 août 1977 à Naoutchnyï par Nikolaï Tchernykh. Il présente une orbite caractérisée par un demi-grand axe de 2,39 UA, une excentricité de 0,21 et une inclinaison de 5,3° par rapport à l'écliptique.

## Compléments